# Can You Feel It
「Can You Feel It」（キャン・ユー・フィール・イット）は、日本のギタリストである高中正義が1990年6月27日にリリースした23枚目のシングルである。

## 解説
アルバム『NAIL THE POCKET』の先行シングル。
「Can You Feel It」は、テレビ朝日系『ル・マン24時間レース』のテーマソングに使用された。

## 収録曲
| 全作詞・作曲: 高中正義 & R. Antoon。 |                        |                      |                      |      |
| #                                    | タイトル               | 作詞                 | 作曲・編曲           | 時間 |
| 1.                                   | 「Can You Feel It」    | 高中正義 & R. Antoon | 高中正義 & R. Antoon | 5:13 |
| 2.                                   | 「Dancin' In Jamaica」 | 高中正義 & R. Antoon | 高中正義 & R. Antoon | 4:47 |
| 合計時間:                            | 合計時間:              | 10:00                |                      |      |